# Evreul rătăcitor

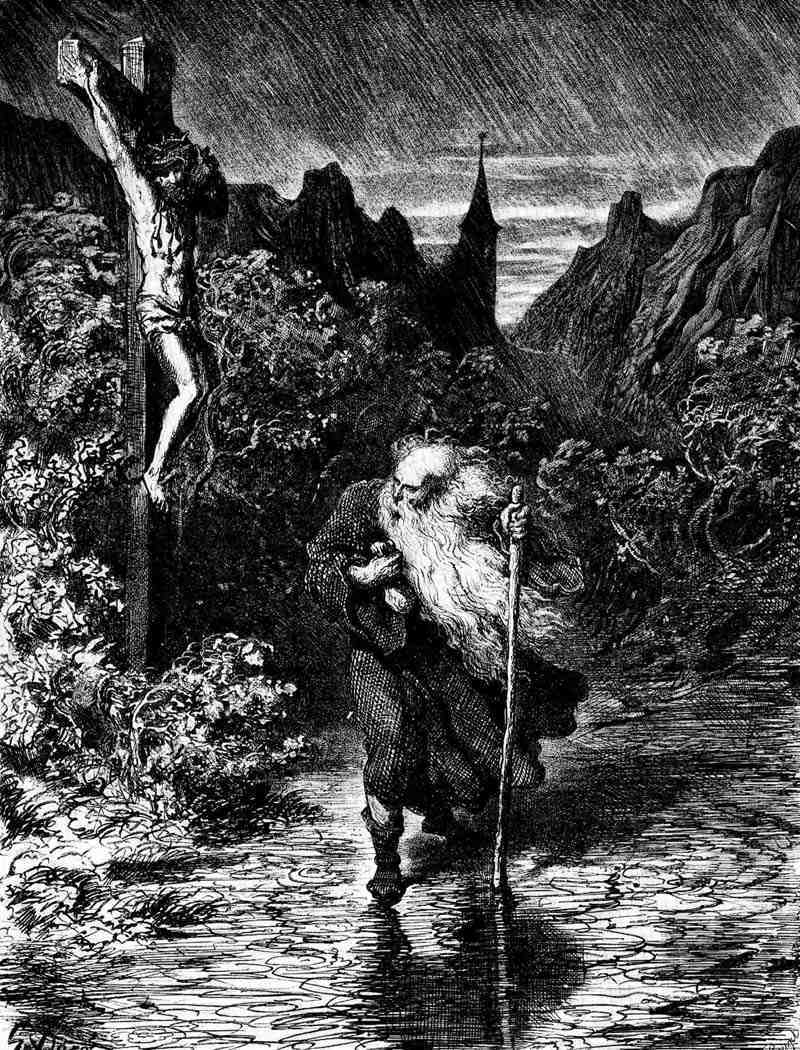
Evreul rătăcitor, de Gustave Doré

Evreul rătăcitor este un om mitic nemuritor a cărui legendă a început să se răspândească în Europa creștină în secolul al XIII-lea.
Legenda originală se referă la un evreu care L-a batjocorit pe Isus pe drumul spre Golgota și apoi, a fost blestemat să hoinărească pe pământ până la cea de-a Doua Venire. Natura exactă a actului nechibzuit al rătăcitorului variază în diferite versiuni ale poveștii, ca și aspectele caracterului său; uneori, se spune că ar fi un cizmar sau un alt comerciant, în timp ce, uneori, el este portarul casei lui Pilat din Pont.

## Nume
Cel mai vechi manuscris existent ce conține această legendă este Flores Historiarum al lui Roger de Wendover, unde apare în anul 1228 sub titlul Of the Jew Joseph who is still alive awaiting the last coming of Christ.
Cel puțin din secolul al XVII-lea, numele Ahasver a fost dat Evreului Rătăcitor, aparent adaptat din Ahașveroș, regele persan din Cartea Esterei, care nu era evreu, și al cărui nume printre evreii medievali era sinonim cu cel de nebun. Acest nume ar fi fost ales deoarece Cartea Esterei îi descrie pe evrei ca un popor persecutat, împrăștiat în fiecare provincie a vastului imperiu al lui Ahașveroș, similar diasporei evreiești de mai târziu din țările în care religia majoritară și/sau de stat era creștinismul.
O varietate de nume i-au fost date Evreului Rătăcitor, inclusiv Matatia, Buttadeus, Paul Marrane și Isaac Laquedem, care este un nume pentru el în Franța și Țările de Jos, într-o legendă populară, precum și într-un roman al lui Dumas.
În teritoriile în care se vorbea germana sau rusa, accentul a fost pus pe caracterul perpetuu al pedepsei lui și el este cunoscut ca „Ewige Jude” și „vecinî jid (вечный жид)”, Evreul Etern. În franceză și în alte limbi romanice, accentul este pus pe caracterul său rătăcitor precum în franțuzescul „le Juif errant”, spaniolul „el judío errante” sau italianul „l'ebreo errante” și a fost urmat în limba engleză din Evul Mediu ca Wandering Jew. În finlandeză el este cunoscut ca Jerusalemin suutari (cizmarul din Ierusalim), ceea ce implică faptul că el era, de meserie, cizmar.

## Originea și evoluția